# Ovčí vrch (Ralská pahorkatina)
Ovčí vrch (348 m) je poměrně nevýrazný zarostlý kopec nedaleko Zákup při silnici do Nového Boru. Patří do Cvikovské pahorkatiny.

## Popis kopce
Ze Zákup severním směrem do Nového Boru vede silnice II/268 (v Zákupech vedená jako Borská ulice), která na svém počátku odděluje západněji ležící masiv Mariánské výšiny od východněji ležícího, o něco kratšího a nižšího masivu s Ovčím vrchem. Silnice se údolím mezi nimi pozvolna zvedá. Přímo pod vrcholem (348 m dle Mapy.cz a základních topografických map, podle map KČT 14 a 15 je vysoký 347m) je u zmiňované silnice kaplička. Od ní na vrchol je výškový rozdíl zhruba 50 metrů, stoupání je prudké. Až na vrchol zarostlého kopce zřetelná cesta nevede a není tam ani žádná stavba. Masiv kopce má svůj menší bezejmenný vrchol (332 m), od hlavního vzdálen 250 metrů na JV. Přes oba kopce je vedeno po sloupech elektrické vedení.
Je řazen do geomorfologického okrsku Cvikovská pahorkatina, která náleží pod celek Zákupská pahorkatina (a ta pod Ralskou pahorkatinu) spolu s nedalekými vrchy, vyššími a samostatně stojícími Kamenickým kopcem, Velenickým kopcem Brništským kopcem i navazující Mariánskou výšinou.

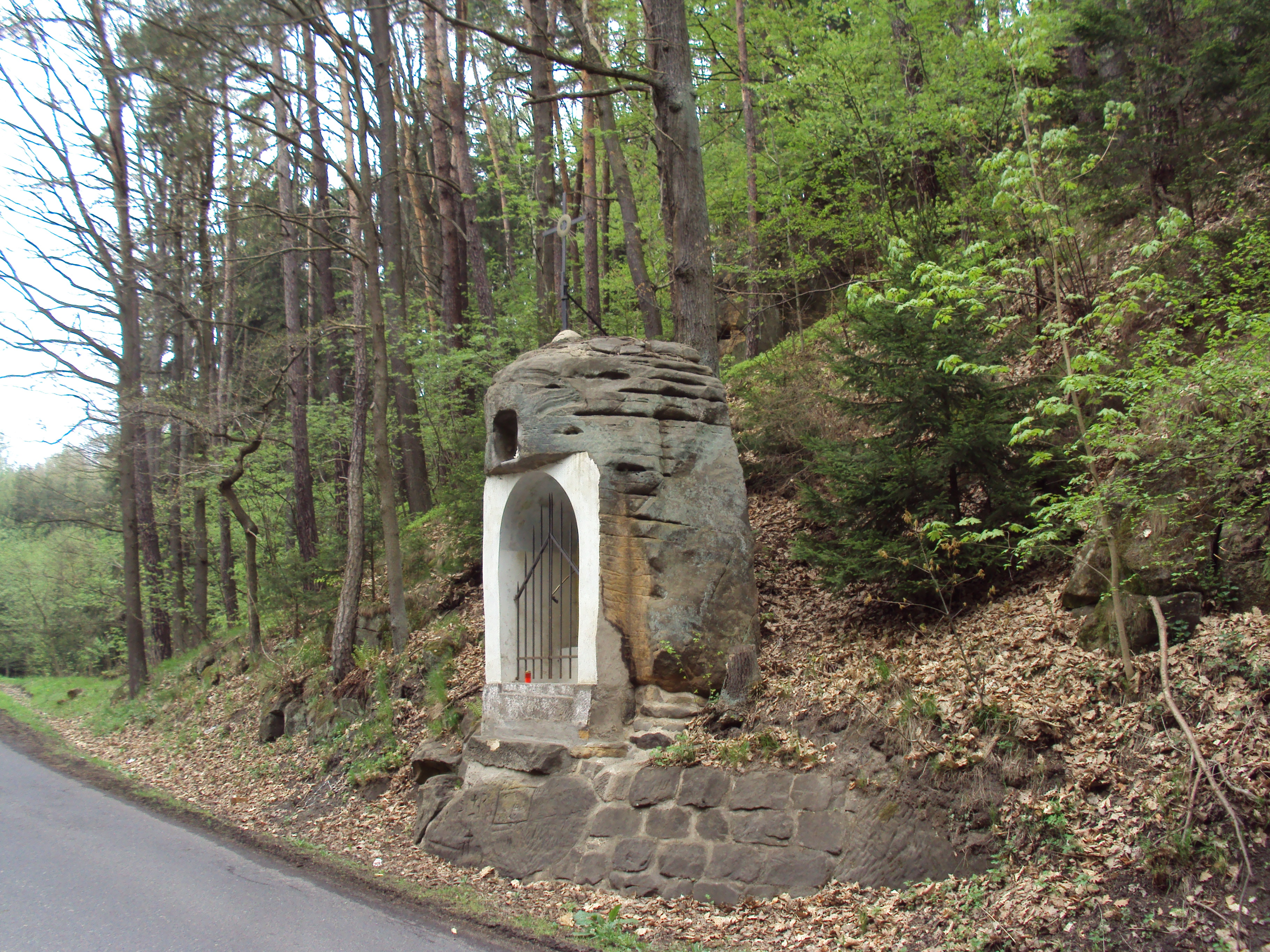
Kaplička na úpatí vrchu

Kopec se dříve jmenoval Schaffberk a svým názvem připomíná podnikání zákupské šlechty na zdejším panství, kam kopec patřil. Kopců pojmenovaných Ovčí vrch či kopec je v okolí Zákup několik (u Brenné, u Svitavy).